# De Cock en de smekende dood
De Cock en de smekende dood is het negentiende deel van de detectivereeks De Cock van de Nederlandse auteur Appie Baantjer waarin rechercheurs Jurriaan 'Jurre' de Cock en Dick Vledder de moord oplossen op een bankdirecteur. Het boek speelt zich af in de jaren tachtig te Amsterdam en het Gooi en portretteert een ontspoorde familie uit gegoede kringen waarvan de leden die niet in staat zijn blijvende relaties aan te gaan, zich te buiten gaan aan financiële malversaties en onderling slechte verhoudingen hebben.

## Verhaal
Rechercheur De Cock en zijn collega Dick Vledder zijn in functie op zondagmorgen uitgenodigd bij een doopplechtigheid in de Westerkerk. De baby Albert Cornelis la Croix wordt vernoemd naar zijn opa Albertus Cornelis Vanderbruggen, directeur van de IJsselsteinse Bank aan de Keizersgracht. De Cock maakt er het beste van en zingt met zijn bariton de hem overbekende gezangen mee, terwijl Dick Vledder mokt dat hij een heiden is. De eveneens aanwezige officier van justitie mr. Schaaps heeft commissaris Buitendam om hulp gevraagd, omdat er in brieven werd gedreigd de dopeling te ontvoeren. Na de doopplechtigheid stelt de Cock zichzelf en Dick Vledder aan de moeder voor als rechercheurs, waarop ze flauw valt. Mevrouw Stella La Croix wordt overgebracht naar het Wilhelmina Gasthuis. Haar echtgenoot Henri verklaart dat zijn vrouw een zwakke gezondheid heeft. De baby vertrekt met zijn vader en grootvader naar het woonhuis van de laatste in Laren. De Cock vindt het maar een vreemde dreigbrief, waarin wordt aangekondigd de baby tijdens de doop te zullen ontvoeren.
De volgende ochtend wordt De Cock bij chef Buitendam ontboden en krijgt te horen dat mr. Schaaps zich gestoord heeft aan zijn optreden. Hij wordt na een pittige discussie de kamer uitgestuurd. Dick Vledder heeft inmiddels via Henri La Croix vernomen dat zijn schoonvader die ochtend nog niet bij de IJsselsteinse bank is verschenen. Tijdens een moeizaam gesprek met Henri op de bank, komt er een telefoontje binnen voor de rechercheurs. Heer Vanderbruggen is vermoord gevonden. Dick Vledder rijdt De Cock in hun politieVolkswagen naar de Bovenkruier in Amsterdam-Noord. De Cock krijgt van Vledder te horen dat op uitdrukkelijk verzoek van mr. Schaaps zij zich nu buiten hun rayon begeven. De dienstdoende agent bij de plaats delict meldt dat hoofdinspecteur Westerhof en rechercheur IJpinga uit Amsterdam-Noord er eerder waren, maar gedwongen werden plaats te maken voor De Cock. De bankier is gevonden door de 27-jarige bewoonster van de flat, Carla van Heeteren. Met lijkschouwer dokter Den Koninghe raakt De Cock in discussie over het nekschot en de positie van moordenaar en zijn slachtoffer. Op een hoekkast onder een Pierrotbeeldje vindt dactyloscopist Ben Kreuger een geschreven brief met de tekst van de doopplechtigheid. “Ik heb u bij uwen naam geroepen, gij zijn Mijn.” Verder denkt Ben dat de slaapkamer wel heel veelvuldig wordt gebruikt door verschillende personen.
Carla geeft aan De Cock toe dat ze in de flat werkt als callgirl. Jean-Paul Devoordere, de directeur van International Electronics, heeft Albert Vanderbruggen ooit bij haar geïntroduceerd als betrouwbare klant. Ze werkt op werkdagen in de flat en in het weekend is ze bij haar vriend, die ze als eerste heeft gebeld toen ze het lijk aantrof. Pas daarna heeft ze de politie ingelicht. Al haar vaste klanten hebben trouwens de sleutel van de flat. De Cock pakt haar hard aan en ze geeft de naam van haar vriend, Jimmy de Munnick. Over eerbaarheid ontstaat ook discussie nu allerlei hooggeplaatste heren haar bezoeken, waaronder een officier van justitie. De Cock kent een aantal veroordelingen van Jimmy wegens afpersing maar Carla gilt dat Jimmy bij haar was. Terug aan de Warmoesstraat krijgen ze te horen dat Stella la Croix het ziekenhuis heeft verlaten en na het ophalen van haar baby in Laren met onbekende bestemming in een Bentley is verdwenen. Tijdens het bezoekuur had Henri haar al deelgenoot gemaakt van het overlijden van haar vader. De Cock besluit nu om tien uur 's avonds de gescheiden weduwe van Albert nog te gaan opzoeken aan de Kruidenomgang in Duivendrecht. Ze bezoeken Louise van Kolfsschoten in een fraaie drive-inwoning. Ze noemt spontaan Jules Schaaps een wolf in schaapskleren. Hij maakte deel uit van de kliek rond haar ex-man van louter louche figuren. Zeven jaar geleden was voor haar de maat vol en is ze gescheiden. Haar dochter Stella bleef bij Albert in Laren, zoon Marius ging met zijn moeder mee naar Duivendrecht.
Na de sectie geeft De Cock aan Dick Vledder en politiefotograaf Bram van Wielingen opdracht om de begrafenis op Zorgvlied bij te wonen. Maar ze gaan eerst een cognackie halen bij Smalle Lowietje. Onderweg legt Dick Vledder uit dat Stella door haar ziekenhuisopname een onaantastbaar alibi had voor de moord op haar vader, waar zij als enige van profiteert. Haar broer Marius heeft zich laten onterven. Lowie kent de dode bankier vanuit zijn etablissement. Jaren geleden nam Blonde Henny hem wel eens mee voor een afzakkertje. Lowie laat haar even ophalen en zij weet nog te melden dat haar bankier ooit bedreigd werd door een oudere man die beloofde hem ooit om te zullen leggen. Lowie vertelt de rechercheurs dat Jimmy nu een gestudeerd dametje heeft, met contacten in de hoogste kringen.
Dick Vledder meldt dat Bram van Wielingen op de begrafenis uitgebreid foto's heeft gemaakt. Niet alleen van het topmanagement van Nederland en vele politici maar ook van een verse arrestant, Jimmy de Munick. Maar Stella was niet aanwezig. Henri hield een passende toespraak. Zijn zwager Marius schopte doelbewust een scène en werd bijna verwijderd. De Technische Recherche haalde één 9mm-kogel tevoorschijn uit het hoogpolig tapijt op de plaats delict. Na ampele overwegingen komt De Cock tot de conclusie dat Den Koninghe weer eens gelijk had. De bankier zat op zijn knieën. Commissaris Buitendam draagt De Cock op zich om 2 uur die middag bij mr. Schaaps te melden. Na een vinnige discussie wordt de rechercheur de kamer uitgestuurd met een dreigende schorsing boven zijn hoofd. Op het Paleis van Justitie worden De Cock en Vledder bijgepraat door een oude kennis, opperwachtmeester Van der Wamelen. Hij heeft inderdaad vastgesteld dat industrieel Devoordere net tevoren een uur met mr. Schaaps heeft gesproken en dat laatstgenoemde de laatste dagen de weg kwijt lijkt te zijn. Dick Vledder blijft op de gang wachten en De Cock neemt binnen de stand van zaken door met de officier van justitie. Het gesprek verloopt redelijk totdat Carla ter sprake komt. De officier van justitie geeft nog wel toe haar te bezoeken maar wil niet toegeven dat hij een sleutel heeft van de flat. Bij zijn vertrek vraagt De Cock nog retorisch wat Jean-Paul hem zonet kwam vertellen?
Terug aan de Warmoesstraat zit Jimmy te wachten. Hij beschuldigt impliciet de nieuwe vriend van zijn Carla, mooie Robbie, van chantagepraktijken. Juist als de twee rechercheurs voor een second opinion naar Lowietje willen gaan, meldt de telefoon dat Jean-Paul Devoordere dood is aangetroffen in de flat van Carla. Collega Fons IJpinga van bureau Waddenweg is hen behulpzaam op de plaats delict. Lijkschouwer Den Koninghe stelt onomwonden dat De Cock de flat na een tweede moord moet verzegelen. Het lijk is gevonden door de vast klant van woensdagmiddag 1700 uur, ene Charles Broosschaert, die Carla is misgelopen. Desgevraagd geeft hij met tegenzin toe zelf ook dreigbrieven te hebben ontvangen. En weer wordt een briefje met dezelfde tekst onder het Pierrot-beeldje gevonden. Op het bureau komt de oudste zoon Jean-Baptiste Devoordere open kaart spelen met de recherche. Uit zijn jeugd kent hij al ene Pieter die beloofd had zijn vader ooit om te brengen. Tijdens het gesprek komt een jonge rechercheur Fons Raap de persoonlijke bezittingen van Jean-Paul brengen. Maar ook een pistool met de initialen "J.R.S.".
Ook Smalle Lowietje meldt zich aan de Kit, barstensvol informatie. Over Jimmy en mooie Robbie die samen lachend over de grachten rijden en beiden in zeer goede doen lijken. En volgens Azen Appie heeft mooie Robbie onlangs een 9 mm pistool bij hem gekocht. Als De Cock met moeie voeten thuis in een teiltje water zit, komt Dick Vledder hem ophalen. Want Charles Broosschaert heeft gemeld 50.000 gulden te gaan betalen aan zijn afperser. Ze rijden naar een fietstunneltje bij het metrostation Duivendrecht, waar Dick Vledder bijna Marius op de afgesproken tijd arresteert. De Cock houdt hem tegen en legt daarna uit dat iemand die een miljoenenerfenis weigert niet 50.000 gulden afperst. De twee rechercheurs zijn ergens ingeluisd.
Dick Vledder heeft met de nieuwe knappe administratieassistente van Ad van Ishoven, Afra Molenkamp, onderzoek gedaan naar de oude chantagebrieven van Jimmy. Er is wel overeenstemming met de chantagebrieven aan Charles, maar niet met die aan Vanderbruggen. De Cock besluit nu het woonhuis van Jimmy de Munnick in Zandvoort overhoop te gaan halen. Dick Vledder moet zo lang Jimmy aan de Warmoesstraat aan de praat houden. De slechte chauffeur De Cock rijdt met een doodsbange Handige Henkie naar de woning van Jimmy. Terwijl De Cock vakkundig de voordeur binnenkomt, heeft Henkie geruime tijd nodig om de brandkast te kraken. De Cock vindt daarin een groot dossier van A tm Z. Van de dode Vanderbrugge en Devoordere zijn ook uitgebreide mappen beschikbaar. De kluis bevat waarschijnlijk heel veel informatie, waar de BVD in hoge mate belangstelling voor zou hebben. Na enig gesnuffel draagt De Cock een mopperende Handige Henkie op de kluis weer te sluiten. De Cock kan Handige Henkie nog net op tijd onder het bed laten verdwijnen, voordat hij oog in oog staat met Carla van Heeteren. Samen gaan ze op zoek naar een inbreker en aan het eind van hun zoektocht zien ze Handige Henkie ontsnappen. Zo is hij het alibi voor de Cock, die zegt dat hij een inbreker zocht. Aan het eind van hun zoektocht vraagt De Cock aan Carla waarom ze tijdens de moord op Devoordere niet in haar flat was? Ze antwoordt dat ze een tip kreeg van Jules Schaaps.
Nadat De Cock zijn verhaal aan Dick Vledder heeft verteld, zit hij met de rol van mr. Schaaps. Hij brengt commissaris Buitendam op de hoogte want mr. Schaaps hield Carla weg van de moord. Na veel andere belastende feiten laat De Cock het pistool met de initialen J.R.S. zien, dat gevonden is in de zak van de dode Devoordere. Commissaris Buitendam belooft in een persoonlijk gesprek mr. Schaaps om opheldering te vragen. Terug in de recherchekamer heeft Dick Vledder nieuwe informatie, grotendeels via Smalle Lowietje. Mooie Robbie is de bijnaam van Robert Arnold ter Beek. Bekend als vuurwapengevaarlijke overvaller. Het zou best kunnen dat Jimmy hem gebruikt om chantageklanten te intimideren. Maar de penoze is er eigenlijk van overtuigd dat Carla van Heeteren de twee mannen aanstuurt. Terug in Duivendrecht confronteert De Cock weduwe van Kolfsschoten met de dooptekst van haar kleinkind. Ze bekent ene Pieter te hebben gekend, maar die heeft haar ooit gedumpt voor een jongere vrouw en hij is nu bij haar uit beeld. De Cock vraagt waarom Pieter haar man dood wilde hebben? De weduwe legt uit dat haar man zeven jaar geleden valselijk Pieter ergens in geluisd heeft, zodat hij in de gevangenis belandde. Dienstdoend officier van justitie was Jules Schaaps. Vlak daarna werd haar echtscheiding uitgesproken.
De twee rechercheurs halen ene Pieter van Buuren naar boven, als de ten onrechte veroordeelde verdachte. De Cock wordt wederom uitgenodigd bij commissaris Buitendam. Mr. Schaaps lijkt inderdaad diep in de moordaffaires verwikkeld en heeft De Cock schriftelijk carte blanche gegeven. De Cock verlaat opgetogen de kamer van een diep verslagen commissaris. In de recherchekamer zit Dick Vledder er ook verslagen bij. Want 4 maanden geleden is Pieter van Buuren overleden in de Scheveningse gevangenis. De twee rechercheurs proberen een nieuw actieplan op te stellen, maar worden gestoord door de officier van justitie. Mr. Schaaps wordt die avond om 8 uur in de flat van Carla verwacht. Wegens de korte tijd weet De Cock alleen de jonge rechercheur Frans Raap mee te nemen naast Dick Vledder. De drie rechercheurs moeten onzichtbaar blijven voor de moordenaar, terwijl mr. Schaaps te horen krijgt dat hij pas wordt neergeschoten als hij zich in geknielde houding bevindt. In de processen-verbaal had de officier van justitie zelf kunnen lezen dat de twee vorige slachtoffers pluisjes op hun knieën hadden van het Berbertapijt. Ze dienden eerst om genade te smeken. Na een korte dialoog met zijn moordenaar ligt mr. Schaaps opeens bloedend op de vloer. Ze arresteren Henri La Croix.
Bij hem thuis legt De Cock het gebeuren uit aan Dick Vledder en Frans Raap. Mr. Schaaps is alweer thuis, de twee kogels hebben hem niet ernstig verwond. In de pers heeft De Cock echter bewust laten opnemen dat hij overleden is. Jean-Baptiste heeft De Cock uit de magazijnen van zijn bedrijf een superchip overhandigd, ooit ontworpen door Pieter van Buuren. Toen hij niet wilde verkopen liet zijn vader de uitvinding stelen. Vervolgens vervalste bankier Vanderbruggen een geldlening en Pieter van Buuren belandde zo in de gevangenis. Hij vluchtte eerst nog voor de rechtszaak naar Frankrijk en liet zijn vriendin achter. Drie jaar geleden verslechterde de gezondheid van deze Maria La Croix en hij kwam terug naar Nederland om hun laatste maanden samen door te brengen. Toen Maria stierf bleek dat Pieter de natuurlijke vader van Henri was. Vier maanden geleden zwoer Henri wraak op de drie hoofdschuldigen bij het sterfbed van zijn vader. Tot Henri zijn verbazing was Stella het met hem eens en vroeg eerst haar vader om te brengen. Omdat hij wist dat de drie potentiële slachtoffers al jaren de flat van Carla van Heeteren bezochten, koos hij die plek als plaats delict. De recherche zou zo het chantagedwaalspoor op pikken. Pas na de aanslag op mr. Schaaps kreeg De Cock nog te horen dat Henri niet de vader was van Stella haar kind. Dat was een televisieregisseur uit het Gooi.
Wanneer de twee rechercheurs naar huis zijn gegaan, is mevrouw De Cock geheel ontevreden. Maar de Cock kan maar moeilijk het handelen van de slachtoffers aannemelijk maken. Jules Schaaps gaf Devoordere ter bescherming zijn pistool mee. De officier van justitie te Haarlem is door zijn collega Schaaps ingelicht en de kluis van Jimmy de Munnick is geopend. Laatstgenoemde en Carla zijn reeds gearresteerd en naar mooie Robbie wordt nog gezocht. Stella heeft De Cock vanuit Zwitserland een telegram gestuurd, waarin ze haar man van de moorden beschuldigt. Ze is bang dat haar man vrij rondloopt, zoals de kranten suggereren. Binnen een kwartier komt ze in Amsterdam met kind aan met de Lorelei-expres. De Cock laat anderen haar ontvangst regelen.

## Voetnoten
1. ↑  Jesaja 43 1